# 삽교읍
삽교읍(揷橋邑)은 충청남도 예산군에 위치한 읍이다.

## 개요
1973년 7월 1일에 삽교면이 읍으로 승격되었으며, 장항선 삽교역이 위치하며, 45번 국도와 609번 지방도, 619번 지방도를 이용해 인근의 수덕사, 덕산온천 및 윤봉길 의사의 생가 등으로 연결되는 교통의 요지이다. 삽교읍 성리는 옛 목지국이 있던 곳으로 비정되는 곳이기도 하다.
"삽교읍지"에서는 별다른 근거가 없이 "삽교"의 "삽"이 백제어로 붉은색을 뜻한다고 말하고 있으나, 고대한국어는 받침을 거의 쓰지 않는, 특히 'ㅂ'처럼 입을 꼭 다물게 해 소리를 입속에 가둬놓는 받침은 쓰지 않는 계음절어 체계였다. 따라서 본래는 '삽'이 아닌 '사'나 그와 비슷한 어떠한 발음이었다. 마한어와 이를 이은 백제어 계통의 땅 이름 駟盧(사로), 斯羅(사라), 沙羅(사라), 徐羅(서라) 등에서 駟(사), 斯(사), 沙(사), 徐(서)처럼 사와 같거나 비슷한 발음을 가진 글자들은 '붉은색'이 아니라 '새롭다(新)' 또는 '동쪽'과 같은 뜻을 갖고 있다. 옛 덕산읍지(德山邑誌)에는 '사읍천(沙邑川)'이 있고, 이후 발간된 예산군지(禮山郡誌)에는 '삽천교(揷川橋)'가 있다. 삽교의 '삽'은 '사읍'이다. '사'라는 마을이다. 삽교읍 성리와 하포리 부근의 삽교천을 '서내'라고 부른다. 옛 지명(古地名)에서 '사(沙)'는 '새', '신(新)'과 동일하게 쓰였다.
군내에는 온도가 낮은 흠이 있기는 하지만 덕산온천이 있는데, 이는 수질이 지구유라 하여 대한민국에서는 제일 우수하다고 한다. 금오산 속의 고색이 창연한 향천사와 국제도총사건으로 물의를 일으키고 이로 인해 천주교 탄압을 강화하게 한 흥선대원군의 아버지 남연군의 묘소가 있고, 윤봉길 의사 기념탑이 그의 옛집 정원에 우뚝 서 있다. 또 예산에서 서쪽으로 22 km 떨어진 지점에 수덕사가 있는데, 이 절이 있는 덕숭산(495ｍ)은 산용이 아름다울 뿐만 아니라 상봉으로부터 남쪽으로 흐르는 계수는 기암괴석 사이를 흐르며 폭포를 이루고 혹은 심담을 만들며 노수고목이 우거진 심곡을 이루었다. 여기저기에 대소 암자가 있다. 특히, 수덕사는 599년에 지명법사가 창건한 절로 불교승의 수선도량으로 알려져 있고 국보 49호인 대웅전과 지금은 국립중앙박물관에 보관되어 있는 벽화가 유명하다. 이 밖에도 많은 명승 고적과 천연기념물 등이 있다.

## 연혁
- 조선시대 : 덕산면 장촌, 대조지, 대덕산의 3개 면에 속함
- 1914년 3월 1일 : 부군면 통폐합에 따라 예산군 삽교면이 설치

| 조선총독부령 제111호 |                                                                                          |
| 구 행정구역          | 신 행정구역                                                                              |
| 덕산군 대덕산면      | 예산군 삽교면 목리, 수촌리, 신리, 이리                                                   |
| 덕산군 대조지면      | 예산군 삽교면 가리, 삽교리, 상성리, 상하리, 송산리, 안치리, 역리, 용동리, 창정리, 평촌리 |
| 덕산군 장촌면        | 예산군 삽교면 두리, 성리, 신가리, 하포리                                                 |
- 1973년 7월 1일 : 삽교읍으로 승격[1]
- 1983년 2월 15일 : 오가면에서 4개리(방아리, 효림1·2리, 월산리)를 편입[2]

## 행정 구역
| 법정리 | 행정리                                      | 비고                   |
| ------ | ------------------------------------------- | ---------------------- |
| 가리   | 가리                                        |                        |
| 두리   | 두1리, 두2리, 두3리, 두4리, 두5리, 두6리    | 읍 행정복지센터 소재지 |
| 목리   | 목리                                        |                        |
| 방아리 | 방아리                                      |                        |
| 삽교리 | 삽교리                                      |                        |
| 상성리 | 상성1리, 상성2리                            |                        |
| 상하리 | 상하1리, 상하2리                            |                        |
| 성리   | 성1리, 성2리                                |                        |
| 송산리 | 송산리                                      |                        |
| 수촌리 | 수촌리                                      |                        |
| 신리   | 신리                                        |                        |
| 신가리 | 신가1리, 신가2리, 신가3리, 신가4리, 신가5리 |                        |
| 안치리 | 안치리                                      |                        |
| 역리   | 역리                                        |                        |
| 용동리 | 용동1리, 용동2리, 용동3리                   |                        |
| 월산리 | 월산리                                      |                        |
| 이리   | 이리                                        |                        |
| 창정리 | 창정리                                      |                        |
| 평촌리 | 평촌리                                      |                        |
| 하포리 | 하포1리, 하포2리                            |                        |
| 효림리 | 효림1리                                     |                        |

## 자연부락

### 대조지면
- 현재의 예산군 삽교읍 가리·삽교리·상성리·성리·송산리·안치리·역리·용동리·창정리

| 한자표기 | 자연부락            | 현재위치 |
| -------- | ------------------- | -------- |
| 加馬金里 | 가마시              | 가리     |
| 洞里     | 골말                | 용동리   |
| 驛里     | 역말                | 역리     |
| 上葛山里 | 초막골·초박골       | 상하리   |
| 上龍頭里 | [위]용머리·위뜸     | 용동리   |
| 目支     | 목시                | 성리     |
| 驛里     | 역말                | 역리     |
| 倉井里   | 창우물              | 창정리   |
| 坪里     | 벌말                | 평촌리   |
| 下葛里   | 갈미                | 상하리   |
| 下城里   | 아래말              | 상성리   |
| 下龍頭里 | [아래]용머리·아래뜸 | 용동리   |

### 장촌면
- 예산군 삽교읍 두리·신가리·하포리

| 한자표기 | 자연부락 | 현재위치 |
| -------- | -------- | -------- |
| 佳佐洞里 | 가재울   | 신가리   |
| 頭里     | 두루머리 | 두리     |
| 別化里   | 비야     | -        |
| 槎村里   | 떼말     | 두리     |
| 下村     | 아랫말   | 하포리   |
| 玄化里   | 보안말   | 두리     |

## 주요 기관

### 관공서
- 삽교읍사무소
- 충청남도의회
- 충남지방경찰청
- 예산경찰서 삽교지구대
- 예산소방서 삽교 119 안전센터

### 금융 기관
- 삽교우체국
- 삽교새마을금고
- 삽교농협

### 학교
- 삽교초등학교
- 용동초등학교
- 보성초등학교
- 삽교중학교
- 덕산중학교
- 삽교고등학교
- 덕산고등학교

## 주택단지
| 단지명                         | 건설사         | 시행사                             | 주소 | 입주        | 비고 |
| ------------------------------ | -------------- | ---------------------------------- | ---- | ----------- | ---- |
| 대방엘리움 내포1차 더 퍼스티지 | 대방산업개발㈜ | 엘리움㈜ 엘리움개발㈜ ㈜엘리움주택 |      | 2023년 1월  |      |
| 내포 이지더원 센트럴에듀       | ㈜라인건설     | EG개발산업㈜                       |      | 2024년 3월  |      |
| 내포 이지더원 1차              | ㈜라인건설     | ㈜동양주택개발                     |      | 2017년 12월 |      |
| 내포 이지더원 2차              | ㈜라인건설     | ㈜라인앤프라임                     |      | 2022년 9월  |      |
| 내포 중흥S클래스 더시티        | 중흥토건㈜     | ㈜중봉건설                         |      | 2024년 10월 |      |
| 내포신도시 대광로제비앙        | 대광건영㈜     | ㈜충남내포1피에프브이              |      |             |      |
| 내포 도나우에듀파크 1차        | 구산건설       | 토르시디(유)                       |      |             |      |
| 내포 도나우에듀파크 2차        | 구산건설       | 심산건설㈜                         |      |             |      |

## 교통

### 철도
- 장항선 삽교역

### 도로
- 국도 제45호선
- 지방도 제619호선